# Hans-Joachim Wilms
Hans-Joachim Wilms (* 31. Mai 1955 in Ratzeburg) war letzter Vorsitzender der Gewerkschaft Gartenbau, Land- und Forstwirtschaft (GGLF) im DGB und war bis 2009 Vorstandsmitglied der IG Bauen-Agrar-Umwelt (stellv. Vorsitzender) sowie Mitglied im Europäischen Wirtschafts- und Sozialausschuss.

## Leben
Nach Ende der Volks-/Hauptschule 1972 machte Wilms bei den Stadtwerken Ratzeburg bis 1975 eine Ausbildung zum Bürokaufmann, wo er im Anschluss bis 1979 als Angestellter der Finanzbuchhaltung arbeitete. Von 1979 bis 1982 studierte er an der Hamburger Universität für Wirtschaft und Politik Betriebswirtschaft und schloss sein Studium als Dipl.-Betriebswirt ab. Im Januar 1983 wurde er Nachwuchssekretär der Gewerkschaft Gartenbau, Land- und Forstwirtschaft (GGLF), deren Mitglied er seit 1972 war. Im Juli 1983 wurde er Organisationssekretär der GGLF und im März 1989 Abteilungsleiter in der Hauptverwaltung der GGLF. Im September 1993 wurde er schließlich zum Vorsitzenden der GGLF gewählt. Die GGLF löste sich auf und schloss sich zum 1. Januar 1996 der IG Bau-Steine-Erden (in der Folge: IG Bauen-Agrar-Umwelt) an, und Wilms wurde Mitglied des Bundesvorstandes (Bereich Umwelt, Europa). Er wurde im März 1999 und im Oktober 2002 zum stellvertretenden Bundesvorsitzenden der IG Bauen-Agrar-Umwelt gewählt (Bereich Finanzen, nachhaltige Entwicklung) und im Oktober 2005 als stellvertretender Bundesvorsitzender wiedergewählt (Bereich Landwirtschaft, Umwelt, Europa, Finanzen).
Wilms war Mitglied im Europäischen Wirtschafts- und Sozialausschuss, Vizepräsident der EFFAT (Europäische Föderation Nahrung, Landwirtschaft und Tourismus), er arbeitete in der Internationalen Union der Lebensmittel-, Landwirt-, Hotel-, Restaurant-, Café- und Genussmittelarbeiter-Gewerkschaften (IUL) mit, war Vorsitzender des Vereins zur Förderung der Land- und Forstarbeiter, alternierender Vorsitzender der Zusatzversorgungskasse und des Zusatzversorgungswerkes für landwirtschaftliche Arbeitnehmer und Präsidiumsmitglied des Internationalen Bundes - Freier Träger der Jugend-, Sozial- und Bildungsarbeit e.V. (IB).
Wilms ist verheiratet und hat drei Kinder.